# Genopoiesi
Concetto antropologico composto dal termine ghenos o genos (in greco antico γένος, plurale γένη, ghéne, traducibile con "genere", "parentela", "stirpe") e da póiēsis (in greco "produzione, creazione", derivato di poiêin "fare, produrre").
Esso sta a indicare la manipolazione nonché la ridefinizione della condizione umana e del significato della cittadinanza, intesa come appartenenza dell'individuo alla comunità statuale, attuata in forza di una inedita concettualizzazione e di una spregiudicata prassi dal regime nazionalsocialista (1933-1945). Il Nazionalsocialismo, attraverso i suoi organi istituzionali e scientifici perseguì infatti una sistematica manipolazione dell'idea stessa di umanità.
La famiglia tedesca, assimilata all'antico concetto germanico di Sippe, fu elevata a laboratorio primario nel processo socio-antropologico di auto-rappresentazione e definizione del popolo tedesco (Volk) quale immutata espressione nel tempo di vincoli di sangue (Blutsgemeinschaft). La conservazione, l'irrobustimento e la ridefinizione di questa supposta eredità biologica condivisa da un intero popolo, corrispose dunque al complesso fenomeno di «genopoiesi».
Questa foggiatura della stirpe (e implicitamente del genere umano), ben diversa nella portata e negli scopi dal concetto di antropopoiesi, superò i tradizionali schemi di definizione ideologica dell'uomo nuovo, propri dei regimi totalitari. Il genos inteso come «insieme delle norme che regolano i rapporti di discendenza sui quali si fondono le famiglie, i lignaggi e l'insieme dei rapporti di parentela che ne discendono», perdendo il suo "antico primato simbolico", divenne così un disvalore, un "simbolo fittizio" al servizio di un regime assillato dal problema delle origini razziali della sua comunità nazionale.
Il concetto di "genopoiesi" è stato recentemente introdotto da Alberto Castaldini in un suo saggio sul concetto di famiglia nel Nazionalsocialismo.